# 직운산층
직운산층(Jigunsan formation, 織雲山層) 또는 직운산 셰일층(Jigunsan Shale Formation)은 대한민국 태백산분지에 분포하는 고생대 조선 누층군 태백층군의 셰일 지층이다. 직운산층은 막동 석회암층 위에 정합적으로 놓이며, 지층의 두께는 30~60 m로 알려져 있다. 직운산층에서는 삼엽충, 완족류, 코노돈트 등의 화석이 많이 산출된다. 

## 개요
직운산층은 야마나리(Yamanari, 1926)에 의해 처음으로 명명되었다. 직운산층은 주로 흑색 셰일로 구성되며, 무척추 동물의 화석이 많이 산출되고, 하부에서는 석회질이 우세하나 상부로 갈수록 규질이 우세해진다. 암상에 따라 기저, 하부, 중부, 상부층원으로 구분된다. 기저부는 주로 석회질 성분을 포함한 흑색 셰일로 구성된다. 하부는 석회질 암석과 흑색 셰일이 교대로 나타난다. 중부는 석회암과 석회암에 약 40 cm 두께로 3~4회 협재되는 충식(蟲蝕; vermicular) 셰일로 구성되며 이 층원에서 많은 수의 두족류와 삼엽충 화석이 산출되어 왔다. 상부는 석회질 셰일을 포함하는 생물 쇄설성의 입자암(bioclastic Grainstone)으로 구성된다. 야마나리(Yamanari)에 의해 최초로 명명된 직운산층은 조선 누층군 중 가장 많은 대형 화석이 산출되는 것으로 유명하며, 특히 화석은 직운산층의 중부 수 미터 구간에서 집중적으로 산출된다. 
고바야시(1934)는 직운산층에서 필석 2종, 완족동물 3종, 이매패류 13종, 복족류 6종, 두족류 46종, 삼엽충 17종, 그리고 1종의 plumulitids를 보고하였다. 그는 직운산 화석군을 중부 오르도비스기(Middle Ordovician) 달리위리안절(Darriwilian)에 대비하였다. 태백산지구지하자원조사단(1962)은 이 지층을 인정하지 않고 조선 누층군 상위 3개 지층―막골층, 직운산층, 두위봉층―을 막동 석회암층으로 통합하였다. 직운산층에서 알려진 코노돈트 Eoplacognathus suecicus-Eoplacognathus jigunsanensis 생층서대의 화석군 그리고 삼엽충 돌레로바실리쿠스(Dolerobasilicus) 화석대에 의해 직운산층의 지질시대는 오르도비스기 달리위리안절(Darriwilian 또는 Llanvirnian)으로 정해졌다.
손치무(1969)는 직운산 남측 대전동 계곡에서, 직운산층이 수백 미터 이내의 지근거리에서 막동 석회암층과 두무동층을 동시에 덮는다고 하여, 직운산층과 하위 막동 석회암층의 관계를 부정합으로 해석하였다. 부정합면이 보여주는 침식의 양상으로, 직운산층의 퇴적 기반은 급격한 경사였던 것으로 해석하였다.
고희경과 이용일(1991)은 직운산층의 열적변성도를 밝히기 위해 백운산 향사대 일대의 직운산층에서 점토질 광물을 모아 분석하였다. 일라이트의 결정도와 녹니석의 화학성분을 이용한 결과 직운산층은 과거에 적어도 300°C의 온도에 도달했던 것으로 추정된다.

### 지층 이름의 유래
직운산층의 이름은 강원특별자치도 정선군 신동읍 방제리와 영월군 산솔면 직동리의 경계에 위치한 질운산(직운산, 織雲山, 1173.8 m)에서 유래되었다. 

### 지층 이름의 표기
직운산층은 연음 현상에 의해 [지군산층]으로 발음하며 국어의 로마자 표기법에 따라 영어로 Jigunsan Formation으로 표기한다.

## 직운산층의 화석
정창희(1969)는 삼척탄전 조사에서 직운산 셰일을 두위봉층의 일부로 보았다. 직운산 셰일에서는 다량의 삼엽충, 완족류, 두족류 화석이 산출된다.

### 삼엽충
김봉균(1969)는 정선군 예미 북부 지역에 분포하는 고성 셰일층(고성층이 아니다) 중에서 삼엽충 Basilicus yokusensis Kobayashi, Basilicus deltacaudus Kobayashi, 완족류 Orthis nipponica Kobayashi, 두족류 Kotoceras sp. 화석을 발견하여 태백산지구지하자원조사단이 시대 미상으로 보고한 고성 셰일층이 직운산 셰일층인 것으로 확인하였다. 이곳의 직운산 셰일층은 습곡에 의해 수 회 반복되어 나타나며 지층의 두께는 50 m 미만이다.
이동찬과 최덕근(1992)은 태백시 동점 지역의 나팔고개에 분포하는 직운산층으로부터 수집된 삼엽충 화석의 머리 구조를 분석하여 직운산층의 삼엽충에 대한 분류학적 재평가를 시도하였다. 1934년 고바야시는 직운산층에서 6속 17종의 삼엽충을 보고하였으며 그 중 신속으로 Basiliella, Parabasilicus, Ogygitoides를 제안하였으나, 이동찬과 최덕근의 연구 결과 직운산층의 삼엽충들을 Dolerobasilicus yokusensis (Kobayashi, 1934), Basiliella Kawasakii (Kobayashi, 1934), Basiliella typicalis (Kobayashi, 1934), Ptychopyge dongjeomensis (Lee and Cheong, 1980) 3속 4종으로 재분류하였다.
이수정, 문희수, 이하영(1994)은 백운산 향사대 남측에 분포하는 화절층, 두무골층, 막골층, 직운산층, 두위봉층과 미국의 필모어층, 조인스층, 매니토우층에서 나온 코노돈트의 화학성분의 차이를 분석하였다. 화학분석 결과 나트륨의 함량은 미국 시료에서, 염소의 함량은 국내 시료에서 더 높게 나타났고 국내 시료들도 지층별로 원소 함량이 조금씩 달랐다. 막골층과 직운산층에서 산출된 Tangshanodus tangshauensis 그리고 직운산층과 두위봉층에서 산출된 Panderodus compressus는 지층별로 다른 원소 함량을 보였다.

### 코노돈트
이하영(1977)은 삼척군 동점동, 장성동, 영월군 상동광산 지역의 직운산층과 두위봉층에서 68개체의 코노돈트 화석을 발견하였다. 직운산층에서는 종 식별이 어려운 2종의 단순종(Acontiodus sp., Polyplacognathus sp.)과 Eoplacognathus cf. foliaceus (Fahraeus)의 복합종이 산출되었다. 이는 중부 오르도비스기의 표준화석이며 직운산층의 화석군은 북대서양의 생물구와 밀접한 관계를 보인다.
이융남과 이하영(1986)은 코노돈트 화석군을 통한 생층서 대비를 위해 영월군 녹전-상동 지역에서 조선 누층군 상부 직운산층과 두위봉층 2개 지층을 조사하였다. 이중 직운산층에서 감정 가능한 1016 개체의 코노돈트 개체가 수집되었고 이중 Eoplacognathus jigunsanensis가 신종으로 보고되었다. 직운산층의 중상부는 Eoplacognathus suecicus-Eoplacognathus jigunsanensis 생층서대로 정해졌고 직운산층은 유럽의 상부 내지 중부 Llanvirnian에 대비된다.
이경우와 이하영(1990)은 태백시 장성-동점 지역에서 조선 누층군의 상부 막동 석회암층, 직운산층, 두위봉층에 대한 코노돈트 생층서대를 연구했다. 태백시 장성-동점 지역의 4개 단면에 드러난 3개 지층으로부터 총 1849개의 코노돈트 개체가 수집되었고 이중 직운산층으로부터 542개 개체가 나왔다. 직운산층에서는 Dapsilodus compressus, Erraticodon tangshanensis, Oneotodus mitratus, Panderodus gracilis, Tangshanodus tangshanensis 그리고 직운산층에서만 나오는 Aurilobodus cf. sp. A, Belodina n. sp., Eoplacognathus suecicus, E. jigunsanensis, Triangulodus n. sp.가 산출된다. 직운산층 상부에서 화석의 제한된 산출로 Eoplacognathus suecicus와 Eoplacognathus jigunsanensis 군집대가 설정되었다.

### 기타 화석
최덕근과 이동찬(1992)은 직운산층으로부터 채집된 석회질각(sclerites)의 자세한 관찰을 통해 Plumulites chikunen (Kobayashi, 1934)을 기재하였다.
김율정(2005) 등은 직운산층에서 5종의 필석류 화석을 발견하고 직운산층의 지질시대를 오르도비스기의 후기 중부 랄비른절(Late Middle Llanvirn; 달리위리안절에 해당)에 대비하였다.
두족류(Cephalopod) 화석은 조선 누층군 태백층군 중 직운산층에서 가장 풍부하게 산출된다. 직운산층에서 산출된 두족류 화석은 총 23속 51종으로 분류되었다. 51종의 두족류 화석에 근거하여 직운산층은 (1) Holmiceras coreanicum - Sactorthoceras makkolense, (2) Kotoceras grabaui - Wennanoceras subchikunense, (3) Ormoceras yangi - Ormoceras tanabei 3개의 군집대(群集帶; Assemblage Zone)로 나누어진다. 이 3개의 군집대는 각각 암층서학적으로 직운산층의 하부, 중부, 상부 층원에 해당한다.
- The Holmiceras coreanicum - Sactorthoceras makkolense 군집대는 직운산층 하부 층원에서 인지된다. 고바야시(1966)는 막동 석회암층 최상부에 Sigmorthoceras horizon을 주저하며(with hesitation) 설정했는데, 막동 석회암층과 직운산층 사이가 점이적으로 변하기 때문이다. 고바야시는 다음과 같이 언급했다: Sigmorthoceras coreanicum (Kobayashi), Kotoceras frechi (Kobayashi) 그리고 몇몇 다른 종류의 노틸로이드(nautiloids) 화석이 막동 석회암층 최상부 그리고 직운산 셰일층으로 가는 점이대에서 얻어진다. 그러나 막동 석회암층과 직운산 셰일층 사이의 전이대는 점이적이어서 둘을 항상 (명확하게) 구분할 수 없다. 이는 넓은 의미에서 막골층 동물군(fauna)을 직운산 동물군에서 분리하기 위해 집중적인 연구를 요구하기 때문이다.[4]
- The Kotoceras grabaui - Wennanoceras subchikunense 군집대는 직운산층 중부에 해당한다. 직운산 동물군의 가장 특징적인 속(genera)은 endoceroid Kotoceras이다. 한반도와 북중국 강괴, 시베리아의 Kotoceras는 그 지질 시대가 중부 오르도비스기로 한정된다. 6종의 Kotoceras가 직운산층 중부에서 식별되며, 이 군집대는 또한 아주 드물지만 Wennanoceras, Endoceras depressum sp. nov., 그리고 Dideroceras meridionale도 포함한다.[4]
- The Ormoceras yangi - Ormoceras tanabei 군집대는 직운산층 상부에 해당한다. Ormoceras and Stolbovoceras를 포함한 일부 actinoceroid 두족류가 직운산층에서 나온다.[4]

직운산층의 화석
- 완족류 화석, 태백고생대자연사박물관
- 삼엽충 화석 바실리엘라 티피칼리스(Basiliella typicalis)
- 왼쪽과 동일
- 삼엽충 화석 바실리엘라 티피칼리스(Basiliela typicalis), 국립중앙과학관
- 돌레로바실리쿠스(Dolerobasilicus yokusensis), 국립중앙과학관
- 완족류 화석, 국립중앙과학관

## 직운산층의 퇴적 환경
우주순과 조성권(2007)은 상동, 소롯골, 구문소, 석개재 단면에서 직운산층 전체를 포함하여 막동 석회암층 상부에서 두위봉층 하부에 이르는 구간의 퇴적상(facies)을 조사하고 다음과 같은 6개의 퇴적 환경을 제시하였다. 직운산층은 폭풍의 영향을 받는 깊은 조하대 환경에서 퇴적되다가 수심이 얕아지며 해류나 파도의 영향을 받았던 것으로 알려졌다.
- 얕은 조하대(Shallow subtidal to supratidal (peritidal) platform; FA1) : 석회이암, 생물교란(bioturbated) 와케스톤 등으로 구성되며 이들은 미터 단위로 순환한다. 석개재 단면에서는 막동 석회암층 상부에 나타난다.
- 산소가 제한된 깊은 조하대(Oxygen-restricted deep subtidal to basinal environments; FA2) : 엽리상 석회이암, 암회색 석회실트이암(siliciclastic mudstone)의 교호대로 특징 지어지며 직운산층의 하부(석개재 단면에서는 막동 석회암층 최상부까지도 포함)에서 나타나고 약 10 m 두께로 나타난다. 풍부한 황철석 분말(pyrite grains)과 부족한 대규모 생교란구조(macro-bioturbation) 그리고 소규모 생교란구조(micro-bioturbation)의 빈번한 출현은 저산소 환경을 지시한다.
- 최대해침구간(Maximum Flooding Zone) : FA2와 FA3 사이에 약 2 m 두께로 나타나며 탄산염 퇴적물이 없는 흑회색 셰일로 구성되고 삼엽충 등의 화석이 풍부하다. 태백산 분지 내에서 약 40 km 연장된다.
- 폭풍의 영향을 받은 깊은 조하대(Storm-influenced deep subtidal platform (outer ramp); FA3) : 직운산층 중부에 해당하며 박층의 엽리상 석회실트암, 암회색 이암, 녹회색 실트스톤으로 구성된다. 일부 층준에서는 폭풍의 영향을 받았음을 지시하는 물결엽리(current ripple lamination)와 폭풍사층리(hummocky and swaley cross-lamination) 등이 관찰되며 물결엽리의 고수류 기록은 서쪽 방향의 흐름을 지시한다. 엽리상 석회실트암 층준의 하부 경계는 날카롭고 일부 침식적(erosional)이며, 상부 경계는 점이적이고 생물교란 관(burrows)구조가 관찰된다.
- 폭풍의 영향을 받은 얕은 조하대(Storm-influenced shallow subtidal platform (mid ramp); FA4) : 녹회색 실트스톤으로 구성되고 여기에 수~수십 cm 두께의 괴상 팩스톤-입자암과 석회암역암이 협재된다. 이 암상은 석개재 단면 중상부에서만 8 m 두께로 나타난다.
- 얕은 조하대(Shallow subtidal platform; FA5) : 직운산층 상부에 해당하며 녹회색 실트스톤, 괴상 팩스톤-입자암과 석회이암으로 구성된다. 강력한 생물 교란구조(bioturbation)의 존재는 좋은 산소 환경 하의 활발한 생물학적 작용을 지시한다. 두께는 8~17 m이다.
- 얕은 조하대(Shallow subtidal shoal; FA6) : 두위봉층에 해당하며 (괴상) 어란상 그레인스톤, 괴상/박층의 팩스톤-입자암 등으로 구성된다.

류선영(2008)은 지화학적 데이터를 통한 직운산 셰일의 화학적 특성과 퇴적 환경 분석을 통해 직운산층의 하부에서만 해침 환경이 나타날 뿐이며 그 이후의 대부분은 해퇴(海退) 환경이라고 설명하여, 퇴적암상의 연구로 직운산층이 전 지구적인 해침 환경에서 퇴적되었다고 한 우주순과 조성권(2007)의 의견을 부인하였다.

## 지역별 암상

### 태백시
태백시 원동 지역 원동 스러스트 단층 남부에 분포하는 직운산층은 주로 괴상의 흑색 셰일로 구성된다. 막동 석회암층을 정합으로 덮으며 두께는 30~40 m이다.

### 석개재
석개재 단면에서 두께 50 m로 드러난 직운산층은 석회암이암, 암/녹회색 이암, 입자암, 석회암역암 등으로 구성되며 상, 중, 하부로 구분된다. 석개재 단면에서 막동 석회암층과 직운산층의 경계는 온코이드/어란상 입자암과 암회색 석회질셰일 사이에 설정된다.
석개재 단면의 직운산층 셰일에 포함된 운모류 광물 일라이트의 혼합상과 광물을 분석한 결과 일라이트는 백운모/파이로필라이트/녹니석 혼합상(M/P/C)으로 존재하며 그 화학조성은 구성 광물에 따라 다양하게 나타난다는 것이 밝혀졌다. 일라이트의 낮은 칼륨(나트륨, 칼슘 포함)값은 파이로필라이트와 녹니석의 혼합 때문이며, 마그네슘과 철의 존재는 녹니석의 혼합 때문이다.

### 단양군
단양군 지역에서 직운산층의 주요 구성 암석은 녹회색 석회질 셰일이며 직운산층과 그 상위의 두위봉층의 경계는 야외에서 잘 관찰된다.
정태영 등(2016)은 단양군 단양읍 고수리, 노동리, 상진리 일대의 조선 누층군 중 기존의 단양도폭에서 막골층과 고성층(경상남도에 분포하는 경상 누층군 유천층군 고성층이 아니다)으로 알려져 있는 두 지층을 조사하였다. 단양도폭에서 정의된 '고성층'은 하부는 주로 녹회색 셰일과 담회색 리본암, 엽층리 석회암, 평력석회암으로 구성되며, 이를 층서적으로 태백층군의 직운산층에 해당한다고 해석하였다. 이 직운산층은 연흔과 생교란구조를 포함하며, 이는 직운산층이 천해에서 조간대환경에서 퇴적되었다는 것을 지시한다. 이러한 퇴적환경은 기존에 알려진 태백층군 직운산층의 퇴적학적인 해석과는 많은 차이를 보인다고 설명하였다.

## 지질 유산

### 태백 장성 전기고생대 화석 산지
태백시 장성동 산 42-2에 위치한 태백 장성 전기고생대 화석 산지(북위 37° 06′ 06.64″ 동경 129° 01′ 00.37″ / 북위 37.1018444°  동경 129.0167694° )의 직운산층에는 천해에서 살았던 삼엽충, 완족류, 필석류, 두족류 등 다양한 화석이 산출된다. 화석 발굴로 노두는 훼손되어 있다.

### 태백고생대자연사박물관황지천 하상 노두
태백시 동점동 태백고생대자연사박물관 앞 황지천 하상에는 직운산층의 노두가 드러나 있으며 아래 사진과 같이 삼엽충, 완족류, 두족류 등의 화석이 산출된다.
태백시 동점동 태백고생대자연사박물관 앞 황지천 하상에 드러난 조선 누층군 직운산층의 노두
- 노두 전경
- 삼엽충 화석
- 삼엽충과 완족류 화석
- 삼엽충 화석
- 삼엽충 화석
- 직운산층 노두
- 삼엽충 화석

## 같이 보기
- 조선 누층군
- 한국의 지질
- 막골층 (막동 석회암층)
- 두위봉층